# Rubus niveus
Rubus niveus (mora extranjera) es una especie de plantas del género Rubus nativa del sur de Asia, en una región que abarca el este de Afganistán atravesando la India y China hasta Taiwán y las Filipinas, y hacia el sur hasta Sri Lanka y Malasia, y en el norte hasta Gansu en China.

## Descripción
R. niveus es un arbusto que crece hasta 1–2,5 m de altura en forma de tallos alargados, estos tallos son de color blancuzco y tomentosos al inicio, cambiando a verde glabro y a morado finalmente. Las hojas son pinnadas con 5–11 foliolos (generalmente entre 7 o 9), los foliolos crecen hasta 2,5–8 cm de largo y 1–4 cm de ancho, color verde oscuro en el haz, y color grisáceo a blanco tomentoso por el envés. Las flores son de 1 cm de diámetro, con cinco pétalos color rosa fuerte o rojo. La fruta es de 8–12 mm de diámetro, densamente grisácea tomentosa y roja oscura al inicio, madurando en un color negro.

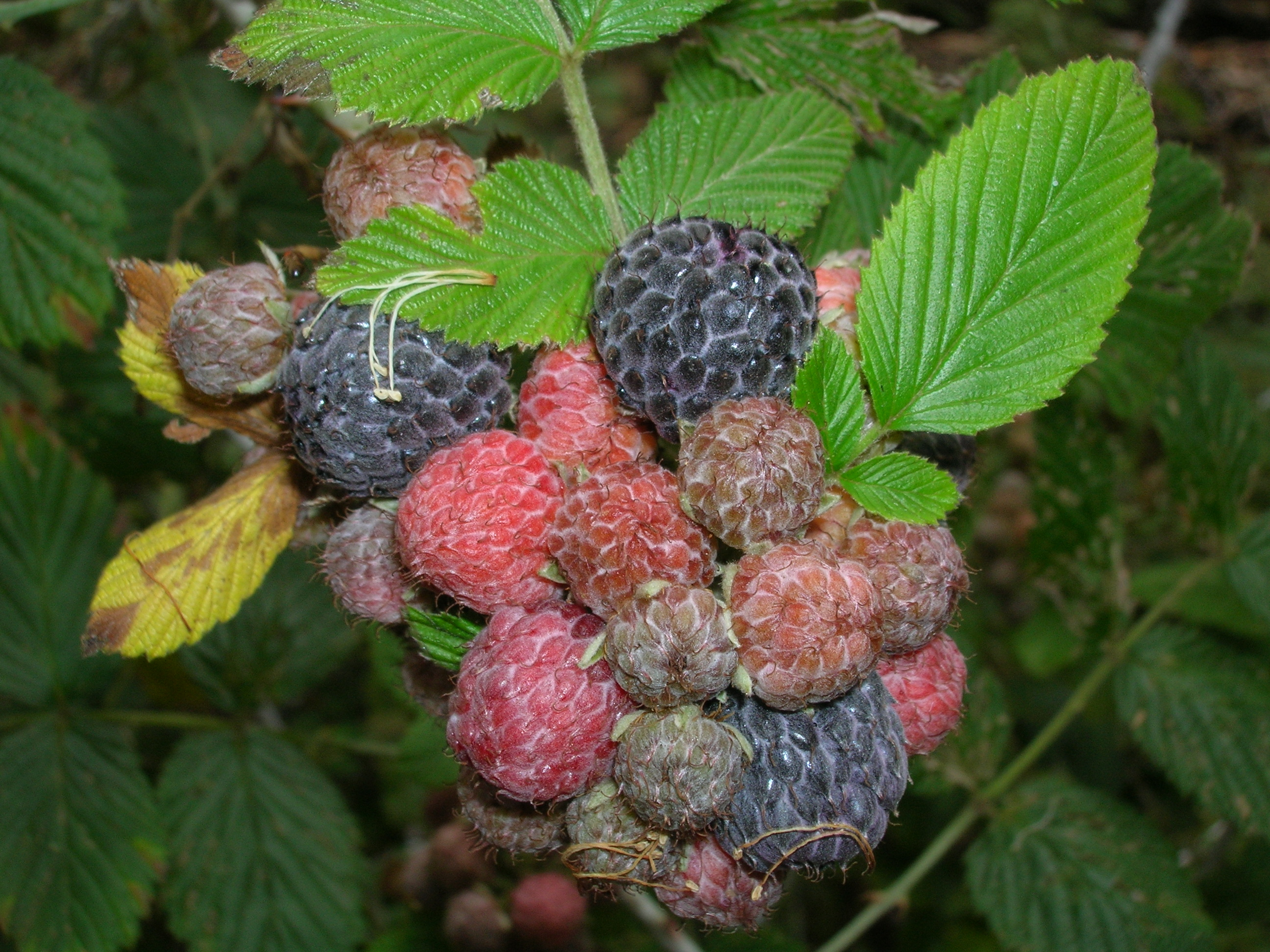
Frutos de Rubus niveus f. a

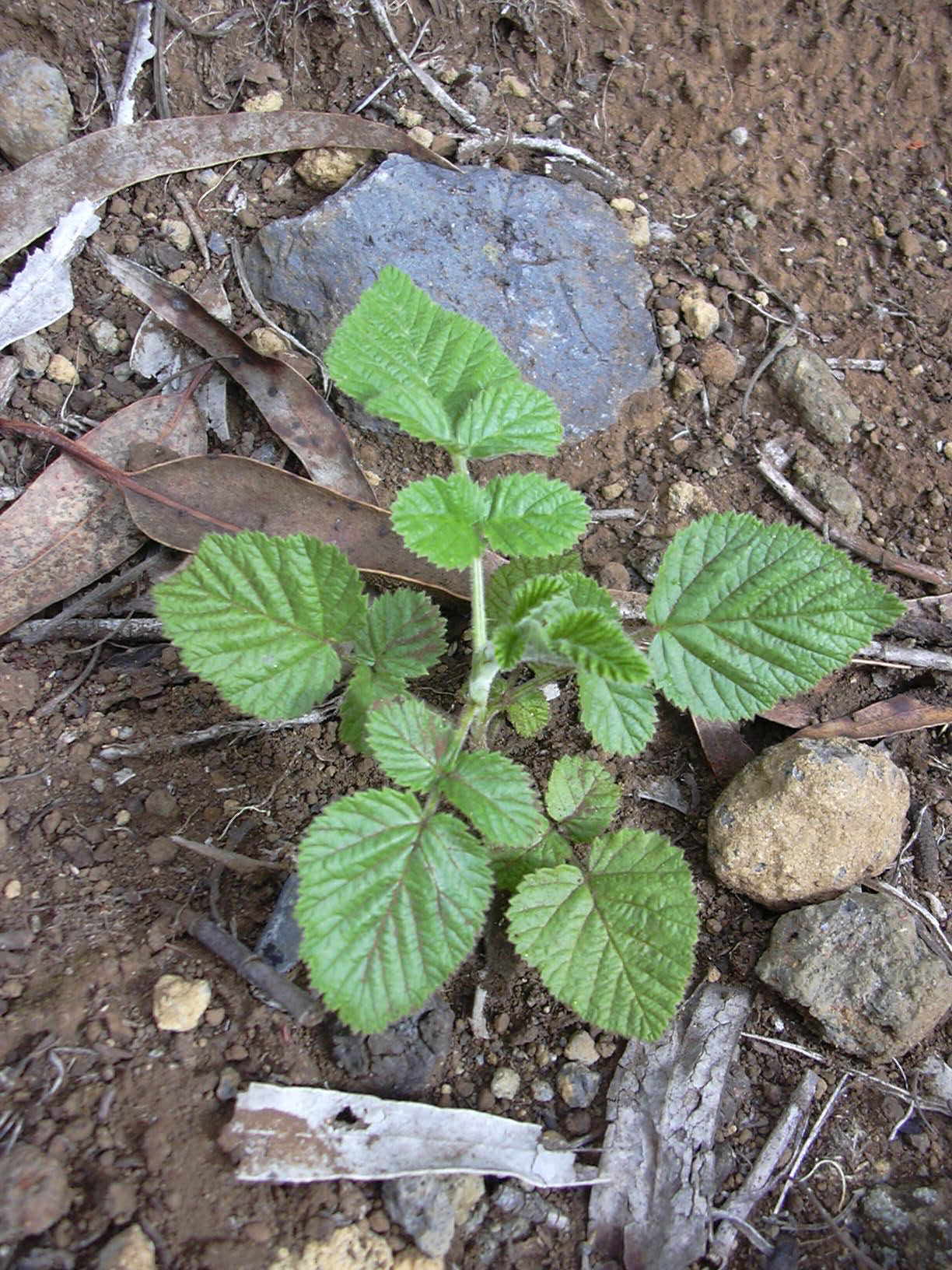
Vista de la planta

## Cultivo

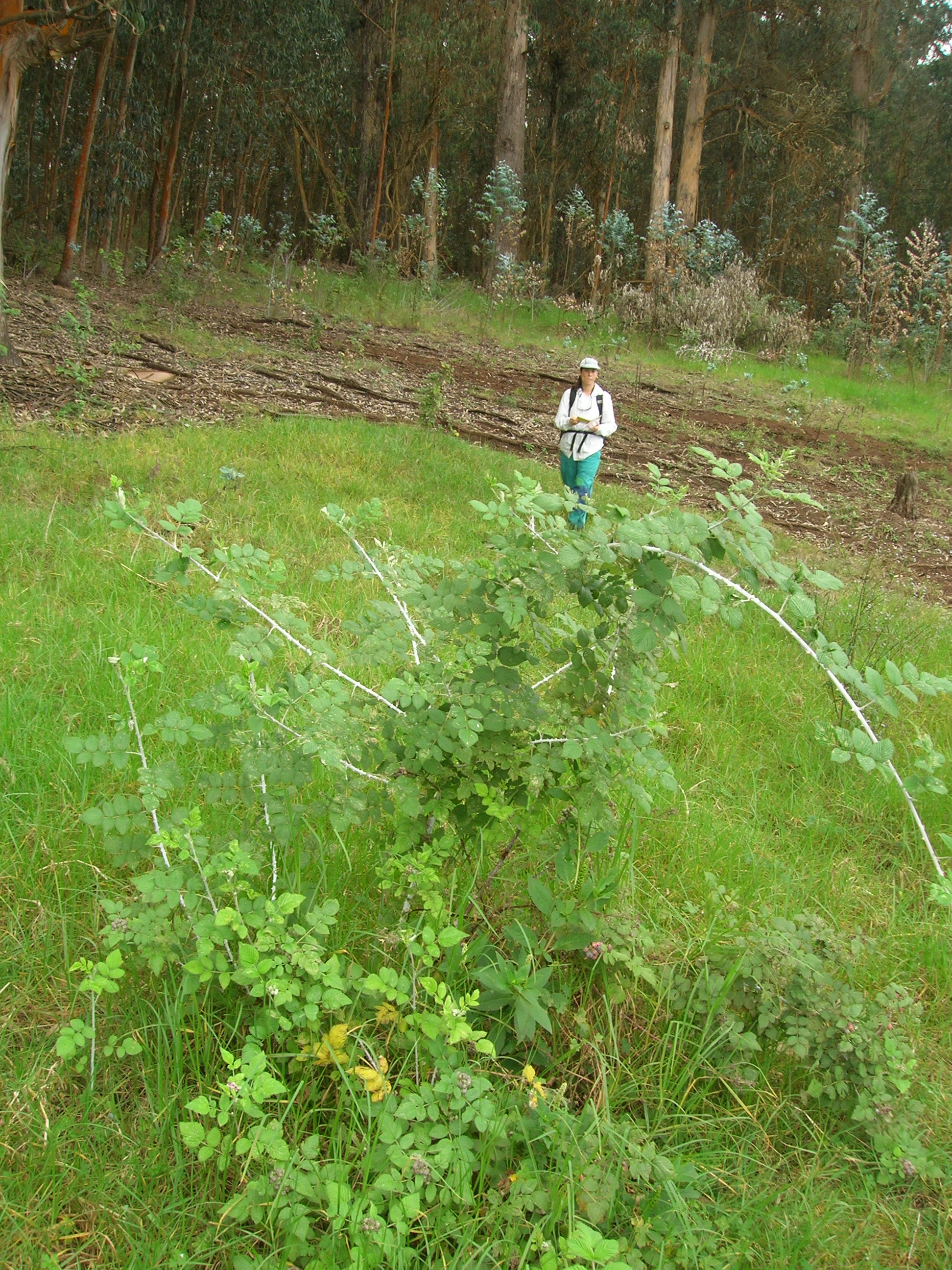
Arbusto de Rubus niveus f. a.

La planta es cultivada por su fruto comestible. El cual madura rápidamente y tiene un alto valor nutricional. La especie prefiere su desarrollo en altitudes cercanas a los 1000 m s. n. m. sin embargo se adapta con facilidad desde los 500-1500 m s. n. m.

## Dispersión y riesgos
Ha sido naturalizada y se ha convertido en una especie invasora en Hawái y las islas Galápagos. Además su presencia se observa en gran medida en África y América.

## Taxonomía
Rubus niveus fue descrita por Carl Peter Thunberg y publicado en Dissertationem botanico-medicam de Rubo 9, f. 3. 1813.
Etimología
Ver: Rubus
niveus: epíteto latíno que significa "blanco nieve"
Variedades
- Rubus niveus var. concolor Wall. ex Hook.f.
- Rubus niveus subsp. horsfieldii (Miq.) Focke
- Rubus niveus var. pauciflorus (Wall.) Focke
- Rubus niveus var. sericeus (Hook.f.) Focke

Sinonimia
- Dyctisperma lasiocarpus (Sm.) Raf. ex B.D.Jacks.
- Rubus albescens Roxb.
- Rubus bonatii H.Lév.
- Rubus distans D.Don
- Rubus donianus Spreng.
- Rubus foliolosus D.Don
- Rubus godongensis Y.Gu & W.L.Li
- Rubus incanus Sasaki ex T.S.Liu & T.Y.Yang
- Rubus lasiocarpus Sm.
- Rubus lasiocarpus var. micranthus (D.Don) Hook.f.
- Rubus longistylus H.Lév.
- Rubus micranthus D.Don
- Rubus mysorensis B.Heyne
- Rubus niveus var. niveus
- Rubus pinnatus D.Don
- Rubus pyi H.Lév.
- Rubus tongtchouanensis HLév.[8]